# قصف مدخل مستشفى الأمل
قصف مدخل مستشفى الأمل أو مجزرة مستشفى الأمل هو قصف استهدف مستشفى الأمل الطبي يوم الأربعاء الموافق 27 ديسمبر/كانون الأول 2023، وذلك في ظل الاجتياح البري لقطاع غزة وحصار قطاع غزة الشامل، حيثُ قصفت المدفعية والدبابات الإسرائيلية مدخل المستشفى وأمامه. وأسفر القصف عن استشهاد 25 شخصًا وإصابة العشرات. ويُذكر بأن مستشفى الأمل يتبع لجمعية الهلال الأحمر الفلسطيني، ويقع في مدينة خان يونس جنوبي قطاع غزة.
وفي 23 يناير 2024، قال الهلال الأحمر الفلسطيني، إنه فقد الاتصال بموظفيه في مستشفى الأمل، القاعدة الرئيسة لوكالة الإنقاذ، حيث تتوقف الدبابات الإسرائيلية بالخارج.

## خلفية الحدث
منذ بداية الحرب الفلسطينية الإسرائيلية 2023، تستهدف الطائرات والدبابات الإسرائيلية بشكل متكرر المنشآت الطبية، مما يشكل انتهاكًا صريحًا للحياد الطبي. وقد تم استهداف عدة مستشفيات وسيارات إسعاف في القطاع، بما في ذلك مستشفى الأمل التابع لجمعية الهلال الأحمر الفلسطيني، وفي نوفمبر 2023، أعلنت جمعية الهلال الأحمر عن توقف مولد الطاقة الوحيد في مستشفى الأمل في مدينة خان يونس جنوب قطاع غزة. ومع تصاعد حالات النزوح للفلسطينيين نحو مناطق جنوب القطاع، أصبح مستشفى الأمل ملجأًا للعديد من العائلات الفلسطينية الباحثة عن الأمان من القصف الإسرائيلي المكثف على مدينة خان يونس، على الرغم من حجمه الصغير.

## المجزرة
قُصِف مدخل مستشفى الأمل بينما كان عدد من المواطنين متواجدين أمامه بواسطة دبابة إسرائيلية. تسبّبت هذه المجزرة الإسرائيليّة والتي استهدفت مدخل مستشفى الأمل إلى استشهاد أكثر من 25 شهيدًا بالإضافة إلى عدد من الإصابات الحرجة، وظهرت لقطات مصورة على وسائل التواصل الاجتماعي لنحو خمس أشخاص يرقدون وسط برك من الدماء، بينما هرع الناس للمساعدة.